# Haus Rauental
Haus Rauental war ein als Wasserburg ausgeführter Adelssitz aus dem 16. Jahrhundert im heutigen Wuppertaler Stadtteil Langerfeld. Die Burg ist heute ein Burgstall.

## Geschichte

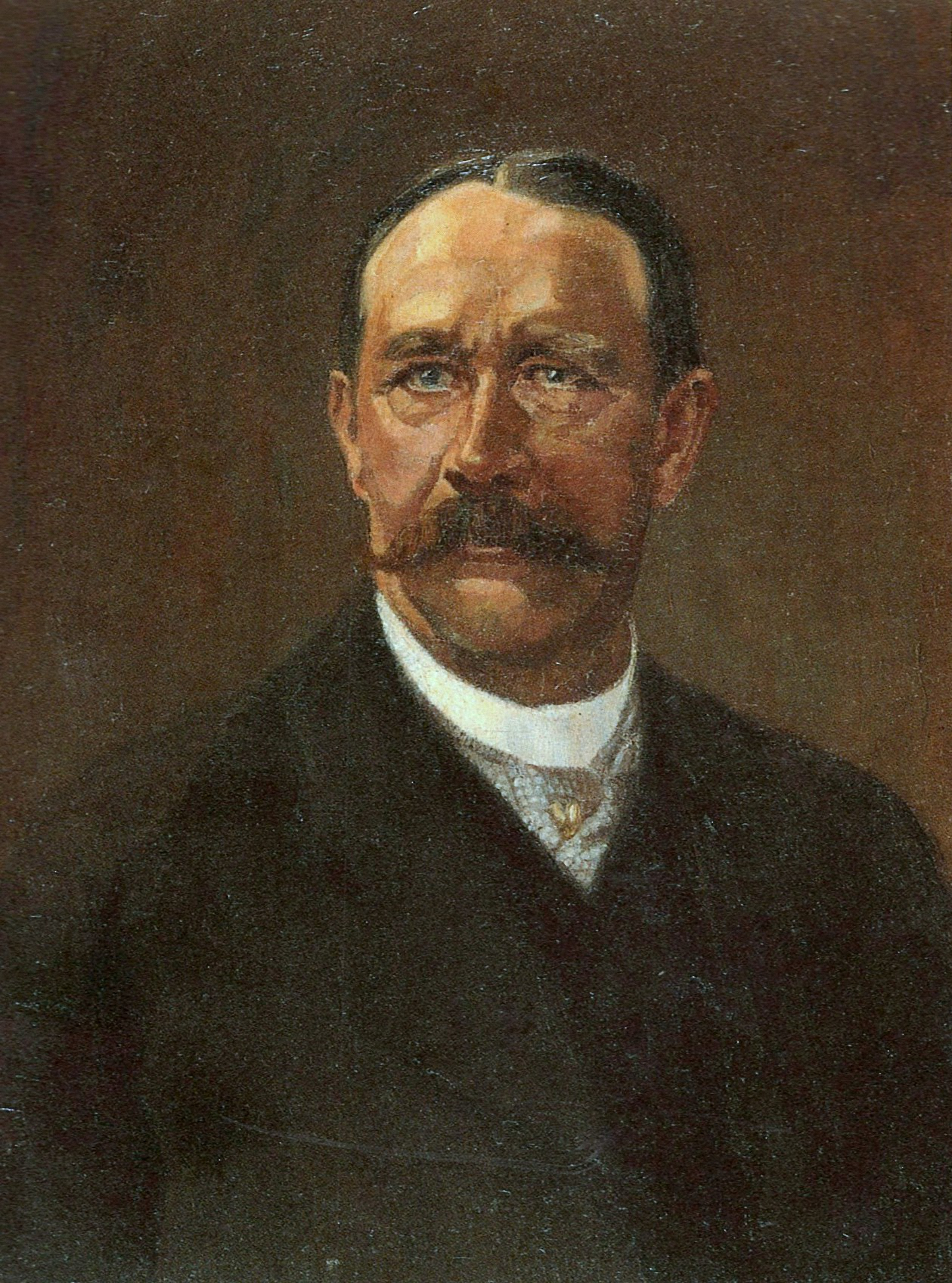
Der Bodenbakteriologe Albert von Caron wurde 1853 auf Haus Rauenthal geboren

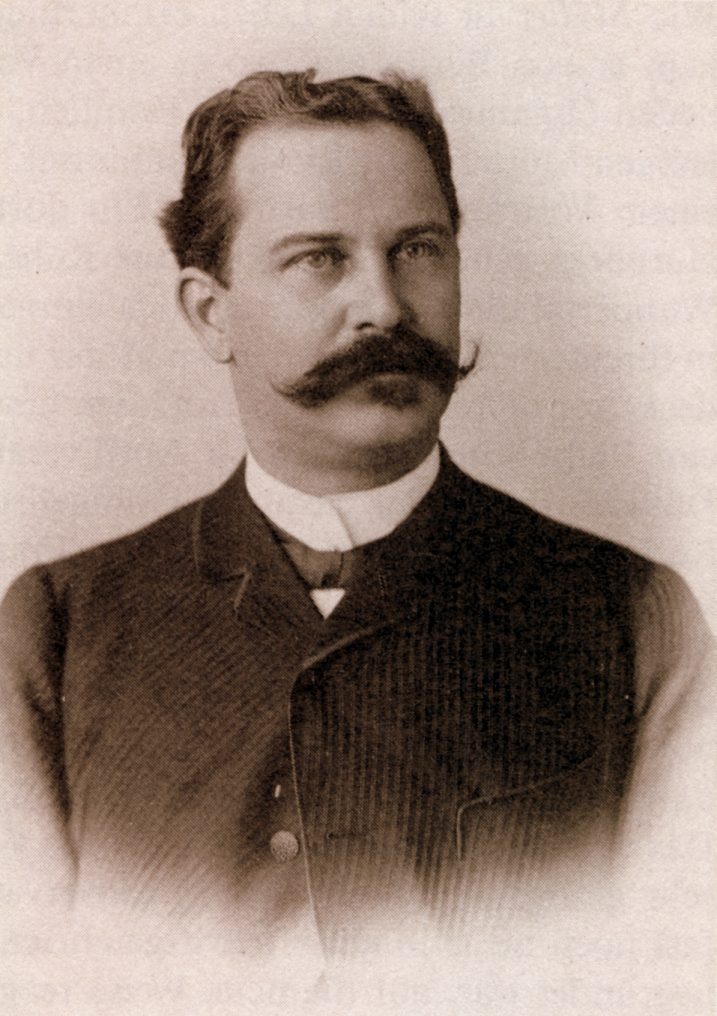
Der Fabrikant Alexander Erbslöh (1854–1917) erwarb Haus Rauenthal im Jahre 1892 von seinem Onkel Ewald Caron

Der Adelssitz stammte aus dem 16. Jahrhundert und bestand aus einem Wirtschaftshaus und einem Wohngebäude aus Fachwerk und einem Wehrturm aus Stein, die von einem Wassergraben umgeben waren. Zu dem Besitztum gehörten eine Wassermühle, die einzige Getreidemühle in Langerfeld, und mehrere kleine Kotten sowie Wiesen und Äcker. Die Besitzer besaßen das Fischereirecht an der Wupper, das Jagdrecht auf dem Ehrenberg, die Landtagsfähigkeit und zwei Bänke in der Schwelmer Kirche.
Der Besitz des Hauses Rauental (Schreibweise bis in das 20. Jahrhundert hinein: Rauenthal) wechselte häufig unter verschiedenen Adelsfamilien, denen oftmals nur geringe finanzielle Mittel zur Verfügung standen und das Anwesen aufgrund dessen oft veräußern oder verpfänden mussten. Durch Zwangsversteigerungen gingen im 18. Jahrhundert der Herrensitz und dessen Liegenschaften nach und nach in bürgerlichen Besitz über. 1778 verloren die letzten adeligen Besitzer, die Familie von Dobbe, den letzten Rest des Besitzes an die Familie Tönnies, die das verfallene Herrenhaus in ein modernes Kaufmannshaus umbauten. Neben dem Herrenhaus wurde in der Mühlenschlacht 1819 eine Metallknopffabrik errichtet. 1850 erwarb die Familie Caron das Haus. Der Bodenbakteriologe Albert von Caron wurde hier geboren. 1892 wurde das Haus von Ewald Caron an seinen Neffen Alexander Erbslöh verkauft. Das Haus blieb nach dessen Tod im Jahre 1917 im Eigentum seiner Nachkommen und wurde 1945 durch einen Luftangriff total zerstört. Das Grundstück wurde 1948 an das Unternehmen J. P. Bemberg verkauft, das seinerseits das Gelände 1953 an die Stadt Wuppertal veräußerte.

## Die Wassermühle des Adelssitzes
Die Wassermühle wurde bereits 1736 von dem Anwesen abgetrennt und für 2500 Reichstaler versteigert. Sie ging in den Besitz der Gemeinde Gemarke über, die sie 1791 an einen Peter Wichelhaus verkaufte, der dort eine Wollspinnerei und eine Tuchfabrik errichtete. 1800 erfolgte der Umbau zu einer Baumwollspinnerei, 1823 unter Johannes Andreas Oberempt der Umbau zu einer zusätzlichen Farbmühle, in der bis zu 300 Arbeiter, darunter auch Kinder, zehn Stunden am Tag beschäftigt waren. Hinsichtlich der Kinderarbeit galt die Oberemptsche Fabrik im damaligen Preußen als vorbildlich. Der Abgeordnete des Rheinischen Provinziallandtages, Johannes Schuchard, führt sie am 6. Juli 1837 in einem Antrag für ein Kinderschutzgesetz vor dem Landtag als lobende Ausnahme auf, „wo die Maschinen um 11 Uhr stillgelegt werden, damit die darin beschäftigten 200 Spinnkinder 1 bis 1 1/4 Stunden Unterricht erhielten und eine Stunde die freie Luft genießen könnten.“ Nach erneuten Besitzerwechsel 1853 wurde an dem Standort eine Eisengarnfabrik betrieben. Zu den Werksgebäuden gehörten 1913 noch Teile der im 18. Jahrhundert errichteten Gebäude, in denen bis zu 500 Menschen arbeiteten. Wie der Herrensitz überdauerten die Fabrikgebäude den Zweiten Weltkrieg nicht.